# Cerebri anatome
Cerebri anatome è un trattato del medico britannico Thomas Willis, pubblicato in latino nel 1664.
L'opera di Willis rappresenta uno dei primi apporti nella descrizione del sistema nervoso dando un importante contributo alla nascita della neurologia: fu proprio Willis infatti che conia il termine "neurologia" in quest'opera,  per indicare la disciplina che studia il sistema nervoso.

## Contenuti
L'opera fornisce una completa e minuziosa descrizione del sistema nervoso, dando una classificazione ai nervi cranici dal I al X, e al nervo accessorio (o accessorius Willisii, chiamato così in suo onore); vengono elencati e descritti quindi le diverse zone dell'encefalo: il cervello, il cervelletto, il talamo, lo striato i corpi mammillari e il corpo calloso
Nel suo lavoro Cerebri Anatome, Thomas Willis ha sottolineato l'importanza dello studio comparativo della struttura del cervello, determinando le somiglianze tra il cervello dell'uomo e quello di altri mammiferi, così come tra il cervello degli uccelli e quello dei pesci. In quest'opera la descrizione delle strutture cerebrali raggiunge una precisione senza precedenti. Tuttavia, nel lavoro di Willis non troviamo un'indagine sulla natura e sulla causa delle somiglianze. Le somiglianze tra uccelli e pesci, ad esempio, sono spiegate dal fatto che entrambi i taxa sono stati creati lo stesso giorno.